# Jean Duvignaud
Jean Duvignaud (La Rochelle, 22 de febrero de 1921 - ibid. 17 de febrero de 2007) fue un escritor, sociólogo y antropólogo francés.
Fue profesor de secundaria antes de pasar a serlo en la Universidad de Túnez, en la de Tours y en la de París VIII. Además trabajó y fue fundador de varias revistas, entre las que destaca (junto con Georges Perec, antiguo alumno suyo y Paul Virilio) Cause commune de 1972.

## Obras
- L'Acteur, esquisse d'une sociologie du comédien, París, Gallimard, 1965. Rééd. L'Archipel, 1995 (ISBN|2-909241-54-8)
- Durkheim, sa vie, son œuvre, París, PUF, 1965
- Sociologie du théâtre (Sociologia do teatro), París, PUF, 1965. Rééd. Quadrige, 1999 (ISBN|2-13-050244-X)
- Georges Gurvitch, symbolisme social et sociologie dynamique, París, Seghers, 1969
- Anthologie des sociologues français contemporains, París, PUF, 1970
- Spectacle et société, París, Denoël, 1970
- Introduction à la sociologie, París, Gallimard, 1971
- Sociologie de l'art, París, PUF, 1972
- L'Anomie, hérésie et subversion, París, Anthropos, 1973
- Le Langage perdu, essai sur la différence anthropologique, París, PUF, 1973
- Fêtes et civilisations (Festa e Civilizações), París, Weber, 1974
- Le Théâtre contemporain, culture et contre-culture, París, Larousse, 1974 (ISBN|2-03-035027-3)
- Le Ça perché, París, Stock, 1976
- Le Don du rien, essai d'anthropologie de la fête, París, Plon, 1977
- Le Jeu du jeu, París, Balland, 1980 (ISBN|2-7158-0235-8)
- L' Or de la République, París, Gallimard, 1984 (ISBN|2-07-037564-1)
- Le Propre de l'homme, histoires du comique et de la dérision, París, Hachette, 1985 (ISBN|2-01-011147-8)
- La Solidarité, liens de sang et liens de raison, París, Fayard, 1986 (ISBN|2-213-01830-8)
- Chebika, étude sociologique, Paris, Gallimard, 1978. Rééd. París, Plon, 1990 (ISBN|2-259-02327-4)
- La Genèse des passions dans la vie sociale, París, PUF, 1990 (ISBN|2-13-042635-2)
- Dis l'Empereur, qu'as-tu fait de l'oiseau ? (récit), Arlés, Actes Sud, 1991 (ISBN|2-86869-777-1)
- Fêtes et civilisations ; suivi de La fête aujourd'hui, Arlés, Actes Sud, 1991 (ISBN|2-86869-776-3)
- Perec ou La cicatrice, Arlés, Actes Sud, 1993 (ISBN|2-7427-0087-0)
- Le singe patriote. Talma, un portrait imaginaire (roman), Arlés, Actes Sud, 1993 (ISBN|2-7427-0022-6)
- L'oubli ou La chute des corps, Arlés, Actes Sud, 1995 (ISBN|2-7427-0600-3)
- Le pandémonium du présent, idées sages, idées folles, París, Plon, 1998 (ISBN|2-259-18644-0)
- Le prix des choses sans prix, Arlés, Actes Sud, 2001 (ISBN|2-7427-3224-1)
- Les octos, béant aux choses futures, Arlés, Actes Sud, 2003 (ISBN|2-7427-4382-0)
- Le sous-texte, Arlés, Actes Sud, 2005 (ISBN|2-7427-5437-7)
- La ruse de vivre, état des lieux, Arlés, Actes Sud, 2006 (ISBN|2-7427-6013-X)